# ليونارد هابر
ليونارد هابر هو إذاعي وعالم نفس وسياسي أمريكي، ولد في 21 مارس 1933 في ذا برونكس في الولايات المتحدة، وتوفي في 1 مايو 2015 في ميامي في الولايات المتحدة.

## وصلات خارجية
- ليونارد هابر على موقع IMDb (الإنجليزية)